# Neuillé-Pont-Pierre
Neuillé-Pont-Pierre è un comune francese di 1 998 abitanti situato nel dipartimento dell'Indre e Loira nella regione del Centro-Valle della Loira.

## Amministrazione

### Gemellaggi
- Bonito

## Società

### Evoluzione demografica
Abitanti censiti